# 朱安世
朱安世（?—?），西汉京师阳陵（今陕西省西安市高陵区西南）人，知名遊俠。與巫蠱之祸的始作俑者江充隸屬於文帝皇后竇太后的女兒劉嫖（竇太主）。他曾参与了汉武帝即位初期绑架卫青一案。
犯罪後，武帝下诏指名缉捕，朝廷追捕不能得。征和年间，丞相公孙贺子太仆公孙敬声擅用北军钱犯法下狱，公孙贺为赎子罪，自请逐捕朱安世。
朱安世被捕後，知道公孙贺为公孙敬声赎罪，才害自己鋃鐺入獄，于是从狱中上书，告發公孙敬声与汉武帝之女阳石公主私通，派人以巫蛊诅咒皇帝。有司案验，公孙贺父子下狱而死，一家族诛。
武帝末年，巫蛊之祸由此而起。皇后卫子夫、太子刘据都死于此难。